# Johann Behrens (Pflegewissenschaftler)
Johann Behrens (* 13. März 1949 in Hamburg) ist ein deutscher Rettungssanitäter, Pflegewissenschaftler, Sozialökonom und Nestor für Evidence-based Nursing in Deutschland.
Er gründete 1998 in Halle das erste deutsche Center for Evidence based Nursing, nachdem er als Gründungs-Direktor des ersten Instituts für Gesundheits- und Pflegewissenschaften an die Medizinische Fakultät in Halle berufen worden war.

## Leben
Nach dem Abitur an der Melanchthon-Schule Steinatal absolvierte Johann Behrens zunächst eine Ausbildung als Rettungssanitäter. 1971 begann er ein Studium der Volkswirtschaftslehre, Soziologie, Philosophie und Sozialmedizin an der Johann Wolfgang Goethe-Universität Frankfurt am Main sowie Wayne University Detroit (USA), das er 1977 als Diplom-Soziologe an der Johann Wolfgang Goethe-Universität Frankfurt am Main beendete. 1984 wurde Johann Behrens daselbst zum Doktor der Philosophie promoviert. Von 1986 bis 2000 wirkte er am Aufbau des Zentrums für Sozialpolitik und des DFG-Sonderforschungsbereichs 186 „Statuspassagen und Risikolagen im Lebensverlauf“ an der Universität Bremen als Antragsteller und später Vorstandsmitglied mit. 1995 erfolgte die Habilitation in Sozialökonomie an der Ruhr-Universität Bochum.
1992 war er Gastprofessor der Universita Federica II, Neapel. Zwischen 1995 und 1998 war Behrens berufener Professor und Prodekan des Fachbereiches Pflege und Gesundheit der Fachhochschule Fulda sowie Lehrbeauftragter für Gesundheitswissenschaften der Universität Bremen.
Im Jahr 1998 erfolgte die Berufung als Gründungsdirektor auf die C4-Professur für Pflege- und Gesundheitswissenschaft der Medizinischen Fakultät an der Martin-Luther-Universität-Halle-Wittenberg. Das Institut wurde im Jahr 1999 als German Center for Evidence based Nursing (EbN) im internationalen Netzwerk für EbN anerkannt und war das erste deutsche Zentrum für Evidenz-basierte Pflege. Seit 2002 ist Behrens Editor des Journals Halle’sche Beiträge zu den Gesundheits- und Pflegewissenschaften und des International Journal of Health Profession.
Mit Pflegekräften und Studierenden des Universitätsklinikums Halle führte Johann Behrens zwischen 2007 und 2008 ein Schulungsprogramm für Pflegekräfte in der Frühgeborenenpflege im Kosovo durch. Die Lösung der technischen Probleme (Inkubatoren) gestaltete sich dabei schwierig. Johann Behrens war Vorstandsmitglied der Dekanekonferenz Pflegewissenschaft. Zwischen 2010 und 2013 war Behrens Fellow am Graduiertenkolleg Demenz des Netzwerks Alternsforschung der Universität Heidelberg. Im Jahre 2014 wurde Johann Behrens emeritiert.
Nach seiner Emeritierung beschäftigte sich Behrens mit der theoretischen Fundierung von Pflege- und Therapieberufen und wandte sich damit einem in der deutschen Pflegelandschaft unterrepräsentierten Thema zu. Er lehrt derzeit im Promotionsstudiengang „Selbstbestimmte Teilhabe als Ziel von Pflege und Therapie“ in Halle-Wittenberg und forscht als Vorsitzender des gemeinnützigen Frankfurter Instituts für Supervision, Institutionsberatung und Sozialforschung.
Seit April 2022 ist Johann Behrens Beiratsmitglied der Vereinigung Deutscher Wissenschaftler.

### Engagement für die Psychiatrische Pflege
Johann Behrens war 2016 Mentor von Michael Schulz mit dessen erster Habilitation im Fach „Psychiatrische Pflege“ in Deutschland. Behrens ist Ehrenmitglied der Deutschen Fachgesellschaft für Psychiatrische Pflege (DFPP). Diese Fachgesellschaft verlieh erstmals im Jahr 2016 den Preis für Psychiatrische Pflege an die Pflegewissenschaftlerin Hilde Schädle-Deininger. Zu den engen Mitarbeitern von Johann Behrens in der psychiatrischen Pflege zählte zudem der Pflegewissenschaftler Christoph Abderhalden.

### Nestor für Evidence based Nursing in Deutschland
Behrens’ Verdienst ist es, die Methode der Evidenzbasierung, die Anfang der 1990er-Jahre von Gordon Guyatt aus der Gruppe um David Sackett für die Medizin entwickelt wurde, für die deutsche Pflegewissenschaft fruchtbar gemacht zu haben. Johann Behrens ist Nestor von EbN in Deutschland. Gero Langer ist hierbei wichtiger Weggefährte.

## Forschungsschwerpunkte
- Evidence based Nursing, Evidence based Healthcare
- Interdisziplinäre Gerontologie, gerontologische Pflege
- Pädagogik der Gesundheitsberufe
- Demographie und Erwerbsarbeit[13]
- Physiotherapie-, Ergotherapie-, Logopädie- und Hebammenwissenschaften

## Publikationen

### Als Autor
- Soziologie der Pflege und Soziologie der Pflege als Profession: Die Unterscheidung von interner und externer Evidenz. In: Klaus R. Schroeter: Soziologie der Pflege. Grundlagen, Wissensbestände und Perspektiven. Juventa, Weinheim/München 2005, ISBN 3-7799-1624-X, S. 51–71.
- EBN ist eine Haltung. In: Psych. Pflege Heute. Band 18, Nr. 2, 2012, S. 87–89, ISSN 0949-1619.
- Einen Gegensatz von Evidence-Basierung und respektvoller liebevoller Zuwendung gibt es nicht, im Gegenteil. In: Health&Care Management. (HCM), 4. Jg., Nr. 3, 2013.
- Theorie der Pflege und der Therapie. Grundlagen für Pflege- und Therapieberufe. (mit einem Nachwort von Michael Schulz). Hogrefe, Bern 2019, ISBN 978-3-456-85916-3.

### Als Herausgeber
- Mit Lutz Leisering: Moderne Lebensläufe im Wandel. 12. Bremer Wissenschaftsforum 1991. Dt. Studien Verlag, Weinheim 1993, ISBN 3-89271-425-8.
- Gesundheitsentwicklung in den USA und Deutschland. Wettbewerb und Markt als Ordnungselemente im Gesundheitswesen auf dem Prüfstand des Systemvergleichs. Nomos, Baden-Baden 1996.
- Mit Gero Langer:
  - Evidence-based Nursing. Vertrauensbildende Entzauberung der Wissenschaft. 1. Auflage. Huber, Bern 2004.
  - Evidence-based Nursing and Caring. Interpretativ-hermeneutische und statistische Methoden für tägliche Pflegeentscheidungen. 2. Auflage. Huber, Bern 2006.
  - Evidence-based Nursing and Caring. Methoden und Ethik der Pflegepraxis und Versorgungsforschung. Mit einem Geleitwort von Juliet Corbin. 3. Auflage. Huber, Bern 2010, ISBN 978-3-456-84651-4.
  - Evidence-based nursing and caring. Methoden und Ethik der Pflegepraxis und Versorgungsforschung – vertrauensbildende Entzauberung der „Wissenschaft“. 4. Auflage. Huber, Bern 2016. ISBN 978-3-456-85463-2.
  - Handbuch Evidence-based Nursing. Externe Evidence für die Pflegepraxis. Huber, Bern 2010. ISBN 978-3-456-84786-3.

## Ehrungen
- Behrens ist Ehrenmitglied der Deutschen Fachgesellschaft für Psychiatrische Pflege (DFPP)
- Ehrenmitglied Alumni der Bosch-Stiftung
- Ehrenmitglied (entsprechend ‚Professor ehrenhalber‘) unter anderem der Medizinischen Fakultäten von Pristina und Tirana
- Forschungsprofessor am Deutschen Institut für Wirtschaftsforschung (DIW), Berlin

## Videos
- Johann Behrens: Autonome Teilhabe als Ziel von Pflege und Therapie. Eröffnungskongress „Graduiertenkolleg Demenz“, 18. März 2010, Ruprecht-Karls-Universität Heidelberg, Netzwerk angewandte Alternsforschung. Behrens: Autonome Teilhabe.